# 글렌 굴드
글렌 허버트 굴드(영어: Glenn Herbert Gould, 1932년 9월 25일~1982년 10월 4일)는 캐나다 토론토에서 태어난 피아노 연주자이다. 12세에 토론토 왕립음악원 졸업 후 헤르베르트 폰 카라얀 지휘의 베를린 필하모닉 오케스트라와 협연함으로써 유럽 악단에도 데뷔하였다. 그는 요한 제바스티안 바흐의 건반악기 음악에 대한 걸출한 해석자로서 유명하다. 글렌 굴드의 연주는 놀라운 기술적 능숙함과 함께 바흐 음악의 대위법적 텍스쳐를 명료하게 표현할 수 있는 능력으로 특징지어진다.
굴드는 대부분의 낭만주의 피아노를 거부했으며 사춘기 이후 리스트, 슈만, 쇼팽을 피했다. 그의 녹음 음반은 대부분 바흐로 채워져 있기는 했었지만, 베토벤, 모차르트, 하이든, 브람스, 전 바로크 시대 작곡가인 얀 피에테르존 스벨링크, 20세기 작곡가인 파울 힌데미트, 아르놀트 쇤베르크, 리하르트 슈트라우스의 작품을 포함하여 가지각색의 레퍼토리를 가지고 있었다.
굴드는 갖가지 기행으로도 유명했다. 비정통적인 음악 해석법, 악기를 연주할 때의 버릇에서부터 삶의 양상, 개인적 행동거지에 이르기까지 기인적인 면모를 보였다.

1964년, 그의 나이 31세 때 라이브 공연을 중단하고 스튜디오에서의 녹음과 다른 프로젝트에 전념하기 시작했다. 그는 작가, 작곡자, 지휘자, 방송인이기도 했다. 그는 음악 잡지에 음악 이론을 논하며 그의 음악 철학을 나타내는 수많은 기고를 했다. 작곡자로서의 면모는 눈에 덜 띄는 편인데, 수는 적었고 많은 작품들이 미완성인 채 남겨졌다. 그의 나이 50이 넘었을 때 그는 피아노를 그만두고 지휘와 다른 프로젝트에 집중했다. 방송인으로서 굴드는 스튜디오 연주에 대한 텔레비전, 라디오 방송에서부터 라디오 다큐멘터리에 이르기까지 왕성한 활동을 했다.

## 생애
글렌 굴드는 1932년 토론토 동쪽 변두리, 나무가 우거진 평화로운 동네의 견실한 중간계급 가정에서 태어났다. 글렌의 아버지 버트는 모피상으로, 젊은 시절에 바이올린을 연주한 적이 있었다. 어머니 플로렌스는 피아니스트이자 음악 교사였다. 또 두 사람 모두 노래를 잘했다.

## 음악관
- 음악 구조와 형식 이외의 외재적 요소를 무시하거나 부정하는 태도가 강하다. 예를 들어, 음색에 관심이 없고 색채감을 특징으로 하는 음악을 경시하였고, 자신의 피아노 연주도 색채감을 연출하지 않았다.
- 악기의 특성과 음질에는 관심이 낮고, 오히려 구조적인 악곡은 악기를 가리지 않는 발상을 선전하고 특히 바흐의 건반 곡을 피아노로 연주하는 이유를 논거로 들었다. 악곡의 가사와 표제성에도 무관심하고, 그들을 연주 해석 문제에서 고려 대상에 넣지 않았다.
- 명인기(名人技)는 음악의 구조와는 무관한 것으로, 그것을 피력하고 발휘하는 음악과 행위 자체를 싫어하였다.
- 연대기에 대한 반발이 있다. 즉, 예술 작품의 가치를 그 성립 연대에서 역사적으로 판단하는 견해와 작곡가의 창작 활동에 시대 구분을 실시하고 각 작품의 평가와 해석을 정하는 태도이다.

## 연주 목록
광범위하지만 매우 선택적 레퍼토리는 튜더 시대의 버지널 음악가들에서부터 생존하는 캐나다인까지이고 바흐와 쇤베르크를 중심으로 다루었지만 초기 낭만주의 음악은 부족하였다. 소수만 즐기고 지적 도전 의식을 불러일으키는 현대 음악 표현 양식을 옹호하였으며 조르주 비제, 에드바르 그리그, 리하르트 슈트라우스 및 장 시벨리우스와 같은 작곡가들의 잘 알려지지 않은 작품을 지지하였다. 또한 편곡판으로 그 당시에는 드물었던 관현악과 오페라 곡 연주를 좋아하였다. 특히 바흐 공연에 20세기 중반의 '전성기
현대주의자' 접근 방식인 역동적이고 영향력 있는 예를 제시하였다.

## 해석법
독창적이고 지극히 개인적인 때로는 충격적인 음악 해석을 냈는데, 종종 극단적인 빠르기, 이상한 강약법에 더 묘한 악구도 썼다. 그는 피아노와 음악 해석에 대한 관습적인 발상을 무시함으로써 평생 논란에 휩싸였다. 아마도 선율의 음을 연결하지 않고 연주하는 분리된 분절법에 대한 선호가 그 예가 된다. 양식은 섬세하고 움직임이 있으며 구조적으로 대위법적인 특징이 낭만적이라기보다 현대적이었지만 그 나름대로 여전히 서정적이고 심오한 표현이 가능하였다. 그러나 해석자로서 궁극의 낭만주의자이었던 만큼 연주 기법에 때로는 음표까지 자주 손을 댔다. 극한의 템포, 기발한 표현과 장식, 그리고 다른 해석적인 실험을 통하여 작품에 대한 신선한 시각을 추구하였다. 이들은 독창성에 대한 칭찬과 기행에 대한 비난을 받았다.

## 녹음관
작곡가가 쓴 소리를 완전히 다 듣는다는 행위는 축음기와 레코드를 거치지 않는 방법으로는 불가능하다고 생각하였다. 이것은 음악의 세세한 부분까지 들을 필요성을 느끼고 있던 것이고 그것을 청중에게도 요구하였음을 뜻한다. 즉 음악을 분석하여 정밀하게 해부하고 들을 수 있는 가능성을 레코드와 그 기술의 진보가 담당하는 것을 기대하고 있었다. 진정한 녹음 철학을 가진 고전 음악 연주자 중 굴지의 주창자가 되어 기사와 방송에서 열정적으로 변호하였고 컬럼비아/CBS에서 수십 개의 앨범을 연습하여 녹음 기술에 대한 실천적인 전문성을 개발하였다. 마이크 배치, 스플라이싱, 오버 더빙, 리버브 등의 기술 자체가 해석에 영향을 미칠 수 있으며 많은 최종 해석 결정을 후반 제작 과정으로 연기할 수 있었다. 근본적으로 작곡가, 연주자 및 청취자의 전통적인 관계를 바꾸었다. 이미 가능한 기존 해석에서 완전히 일탈하지 않고, 예를 들어, 황제 협주곡의 또 다른 녹음을 만드는 것은 의미가 없다고 주장함으로써 그의 실험적인 해석을 부분적으로 정당화하였다.

## 작가
기사, 연주회 프로그램 내용, 그의 음반 20장 이상에 대한 속지 해설, 강연, 평론, 편집자에게 보내는 편지 및 유머와 같은 다양한 주제에 대하여 수십 가지의 주제를 발표하였다. '힌데미트 : 피아노 소나타' 음반에 작성한 속지 해설로 1973년 그래미상 클래식 부문 최우수 해설상을 수상하였다. 녹음과 대중 매체, 종종 친구인 마셜 매클루언과 의사소통을 하며 서로의 견해에 대하여 다작하였다. 전자 매체에 대한 저술은 관련성이 있으며 경우에 따라 예지력이 있었다. 라디오, 텔레비전 및 영화 제작을 위하여 작성한 대본에서 판단할 때, 그 결과로 인상 깊은 내용은 고르지 않고 자주 논란의 여지가 있지만 음악 및 기술 정보에 정통하고 대단히 독창적이며 도발적인 사상가로서 명성을 얻은 점이다.

## 지휘자
유일한 상업 녹음인 리하르트 바그너의 지크프리트 목가의 실내 관현악판 해석에 대한 반응은 칭찬에서 매우 비판적인 것까지 이르렀다. 전기 작가인 페터 오스트발트는 바그너 작품에서 대위법 구조를 강조한 우아하고 느린 속도의 연주라고 하였다. 퓰리처상을 수상한 비평가이자 굴드 학자인 팀 페이지는 감상적이고 탁월한 유연함을 보여주는 해석이라고 하였다. 음악 학자이자 레코드 평론가인 아놀드 위톨은 좋아서 하는 일이라고 하였다. 반면에 평론가인 조셉 호로비츠는 충격적인 문서라고 하였다. 작곡가이자 지휘자인 건서 슐러는 레코드 한정으로 아마도 역대 주요 고전 중 가장 서투르고 문외한적이고 비뚤어진 연주라고 언명하였다. 또한 즉각 지휘 경력을 추구하는 자격 미달의 음악가들에 대한 일침으로 이 조류에 상당한 가장 슬픈 징후라고 하였다. 레코드 평론가인 윌리엄 영그렌은 괴기스럽고 경멸할 만한 악몽으로 묘사하였는데, 극도로 느린 속도로 인하여 33회전에서 재생되고 있는 45회전 레코드라고 하면서 한 번 듣고 다시 듣지 말라고 하였다.

## 작곡가
공연에서 손을 떼기 전에 한 인터뷰에서 차라리 작곡가가 되고 싶다고 말하였다. 베토벤의 피아노 협주곡 1번의 카덴차에서 브루크너 양식의 현악 사중주까지 다양한 작품이 남아 있다. 그것들 모두가 쇤베르크 또는 브람스라고 평할 정도로 개성이 부족하였다. 미출판된 서류 중에는 오페라에 대한 일부를 포함하여 무수한 스케치가 있었다. '제5도살장(The Slaughterhouse Five)'의 영화 음악에는 기존 녹음에서 발췌한 바흐의 하프시코드 협주곡 5번 등을 제공하고 'The Wars'에는 사운드 믹싱 및 편집 과정에 깊이 관여하였을 뿐만 아니라 교회 오르가니스트로 출연도 하였다.

## 라디오
캐나다 방송 협회를 위하여 1967년에서 1977년 사이에 다큐멘터리 작품을 제작하고 '세계에서의 철수'의 주제를 반영하여 '고독 3부작'이라는 제목으로 수집하였다. 북부 캐나다(북쪽 아이디어, 후발 주자와 시골의 조용한 곳)에서 자신의 세 가지 다큐드라마를 구성하는 인터뷰, 소음 및 음악의 대위법에 따라 합성한 콜라주를 준비하며 토론토의 북서쪽으로 차로 약 625마일 떨어진 작은 마을인 와와(Wawa)를 발견하고, 그의 삶의 말년 동안 자주 거기에 돌아가곤 하였다.

## 문학
만, 소세키, 셰익스피어, 니체, 헤세 등을 읽고 있었다고 고백하였다. 특히 토마스 만의 "마의 산", 소세키의 "풀베개"는 마음에 들어하였는데, 후자는 자신이 편집한 것을 라디오에서 직접 낭독하고 근대의 위험성을 표현하고 있는 점 등 "마의 산"의 공통점을 지적하고 20세기 최고 소설 중의 하나라고 말하였다. "풀베개"는 다른 역자의 것을 4권 갖고 있어 죽었을 때 침대 옆에는 성경(아버지가 그의 사후에 두었다)과 쓰기투성이의 "풀베개"가 있었다.

## 사생활
잉글리시 세터 닉과 같은 애완견은 항상 인간보다 그의 삶에서 더 큰 역할을 하였다. 남편인 작곡가 루카스 포스를 떠난 코넬리아 포스는 그와 오랜 관계를 유지하고 오랫동안 성에 무관심한 것으로 생각되었던 그와 지내려고 두 자녀를 데리고 토론토로 이주하였다. 2009년에 영화 '내부에서의 천재(Genius Within)'의 개봉으로 그와 불륜 관계를 맺고 있던 다른 여성 전체 목록을 파악할 수 있었다. 그럼에도 매우 사적인 사람이라 혼자이거나 거의 혼자라고 인정하였다. 사생활을 폭로하는 것에 대하여 너무 피해망상적이었고, 그것을 토론한 동료나 친구를 단절시키고 한때 그에 관하여 험담하는 청소부를 해고하였다.

## 어록
| “ | 예술의 정당성을 증명하는 바는 예술은 사람들 마음 속에 타오르는 내적 연소이며, 그것을 천박하게 드러내어 공공연하게 과시하는 일은 없다고 믿기 때문이다. 예술의 목적은, 신경을 흥분시키는 아드레날린을 순간적으로 분출시키는 것이 아니라 오히려 조금씩 일생 동안 설레는 놀라움과 차분한 평온의 심적 상태를 구축하여 나가는 것이다. | ” |

## 작곡
- A Merry Thought (1941)
- Our Gifts (1943)
- 론도 D장조 (1948)
- Twelfth Night 모음곡 (1949)
- 피아노 소나타 (2악장) (1948-50)
- 5개의 피아노 곡 (1950)
- 바순과 피아노를 위한 소나타
- Prelude, Cantilena and Gigue (1951)
- 2개의 피아노 곡 (1951-52)
- 현악 사중주 F단조 Op. 1 (1953-55)
- So You Want to Write a Fugue? (1963)
- Lieberson Madrigal

## 참고 문헌
- Glenn Gould (Tim Page 편찬) - The Glenn Gould Reader
- 소니 클래시컬 SRLM 1082 ~ 3 (LD, 1994) - "The Question of the Instrument"
- Geoffrey Payzant, Glenn Gould, Music and Min (1978 revised edition, Toronto: Keyporter Books, 1984; sixth edition, Toronto: Keyporter Books, 1997)
- Jean-Jacques Nattiez, "Gould singulier: Structure et atemporalite dans la pensee gouldienne," in Glenn Gould pluriel, edited by Ghyslaine Guertin (Verdun: Louise Courteau, 1988), 57-82
- Ghyslaine Guertin, "La technologie au service de l'extase dionysiaque," in ibid. , 231-246
- Kevin Bazzana, Glenn Gould: The Performer in the Work (Toronto: Oxford University Press), 1997
- Well-Tempered Listener (1970), interviewed by Curtis Davis, on Bach and his music. (CBC TV on Feb.18 1970)
- Glenn Gould - "The Prospects of Recording". High Fidelity. Vol. 16, no. 4 (April 1966) P. 46-63.
- Gunther Schuller - The Compleat Conductor. New York: Oxford University Press (1997)
- 미셸 슈나이더, 《글렌 굴드, 피아노 솔로》, 이창실 옮김, 동문선, 2002년
- 케이티 해프너, 《굴드의 피아노》, 정영목 옮김, 글항아리, 2016년